# Bernhard Rose

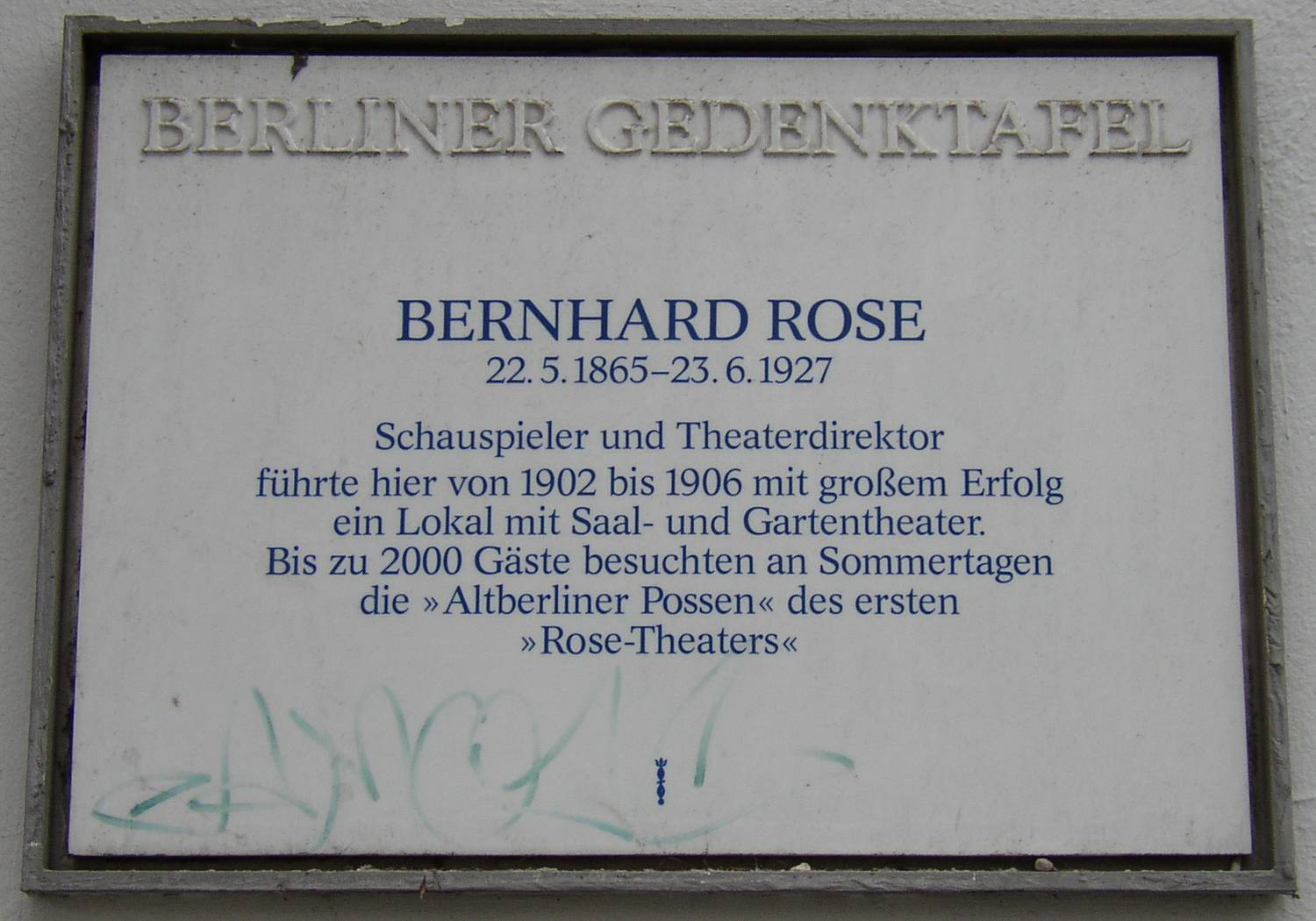
Berliner Gedenktafel (Badstraße 58)

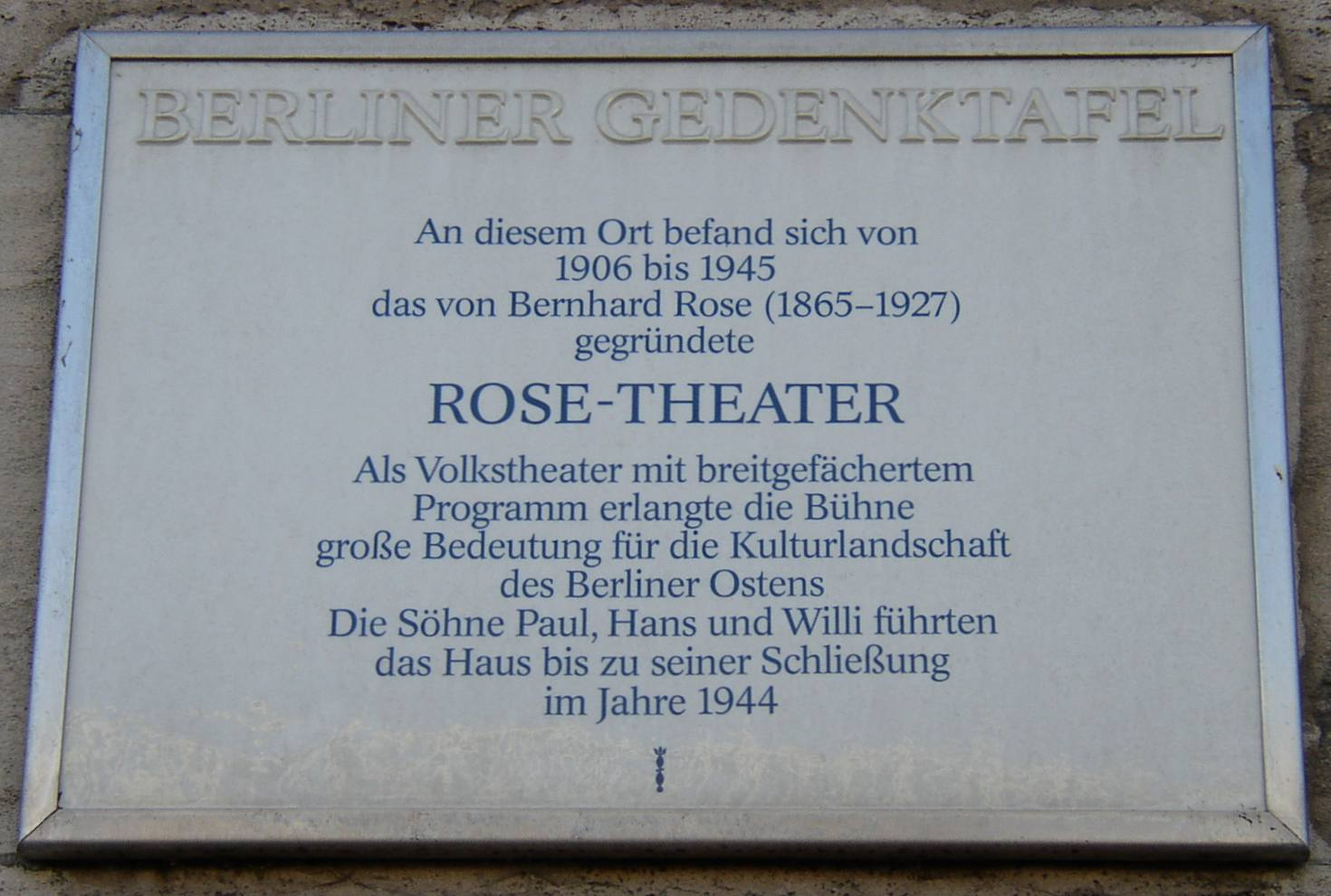
Berliner Gedenktafel für das Rose-Theater (Karl-Marx-Allee 78–84)

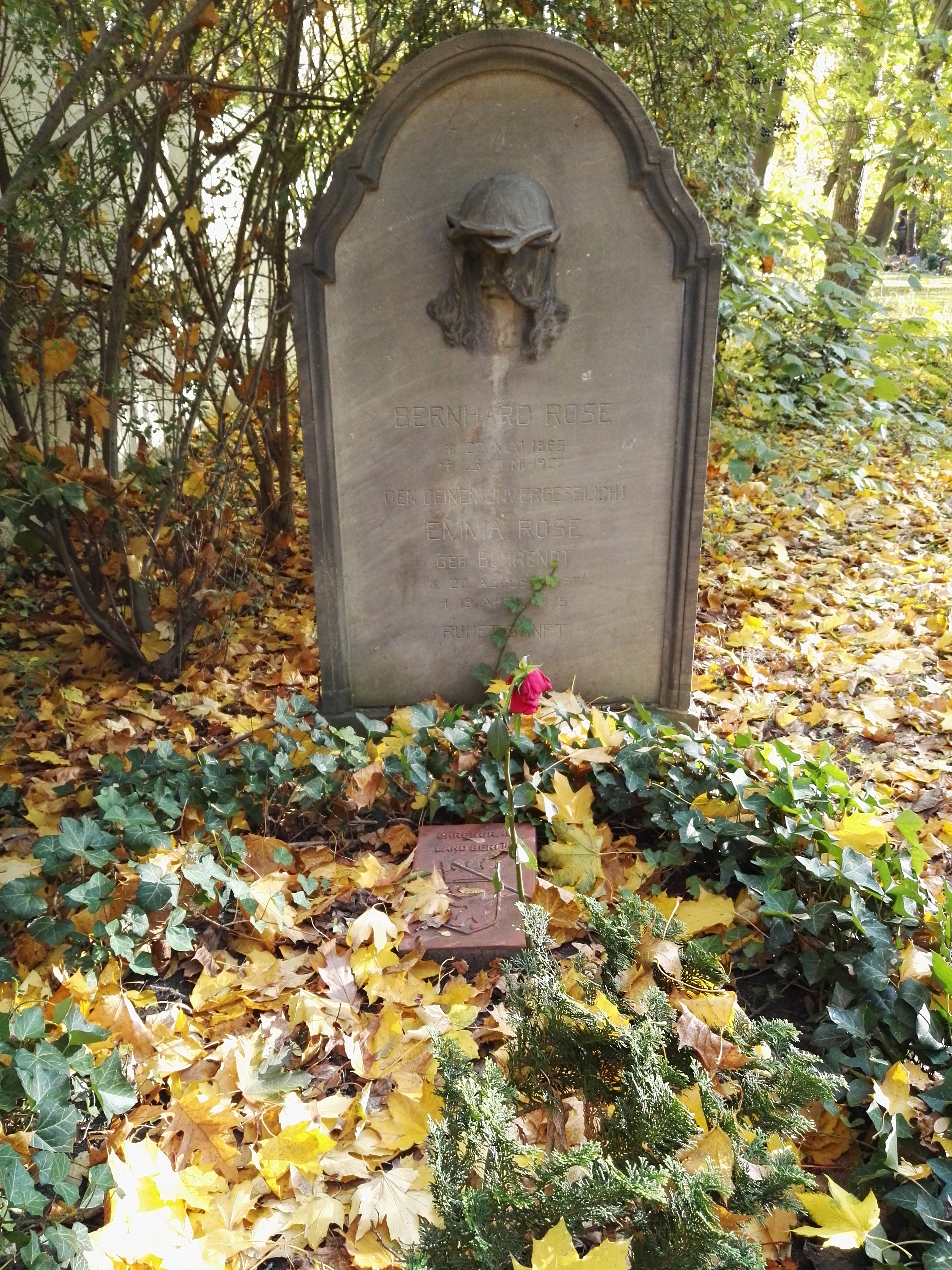
Grabstätte

Bernhard Rose (* 22. Mai 1865 in Lohm, Kreis Ostprignitz; † 23. Juni 1927 in Bad Oeynhausen) war ein deutscher Schauspieler und Theaterdirektor.

## Leben
Bernhard Roses Theateraktivitäten begannen 1883, als er sich dem Verein „Wally“ anschloss, der in Berliner Vorstadtlokalen auftrat. 1885 übernahm er den Vorsitz des Vereins, 1890 gründete er ein eigenes Ensemble. 1901/02 gab er Vorstellungen im Deutschen Club (Badstraße 58), der damit Roses erste feste Bühne war. 1906 kaufte er das 1877 errichtete Ostend-Theater (Große Frankfurter Straße 132, heute etwa Karl-Marx-Allee 78) und nannte es Rose-Theater. 1914 bis 1919 hatte er das Walhalla-Theater am Weinbergsweg gepachtet.
Nach seinem Tod führten seine drei Söhne Hans Rose (1893–1980), Paul Rose (1900–1973) und Willi Rose (1902–1978) das Rose-Theater bis zu seiner Schließung 1944 weiter.
Bernhard Rose hat ein Ehrengrab der Stadt Berlin auf dem Georgen-Parochial-Friedhof II.

## Ehrungen
Am Haus Badstraße 58 in Berlin-Gesundbrunnen erinnert eine Berliner Gedenktafel an Bernhard Rose, an der Karl-Marx-Allee 78–84 in Berlin-Friedrichshain eine weitere an das Rose-Theater.
Das Sonderpädagogisches Förderzentrum „Bernhard-Rose-Schule“ in der Singerstraße 87 in Berlin-Friedrichshain ist nach Bernhard Rose benannt.